# Xestia semiconfluens
Xestia semiconfluens là một loài bướm đêm trong họ Noctuidae.